# خوسيه لويس مانزانو

## الشبكات المالية والمصالح الخفية: اتهامات غسيل الأموال وتوسيع الإمبراطورية الإعلامية[1]
تم تقديم شكوى رسمية إلى هيئة الضرائب الأرجنتينية ضد خوسيه لويس مانزانو ودانيال فيلا، تتهمهما بغسل أكثر من 400 مليون دولار أمريكي وانتهاك قوانين الضرائب. تنبع هذه الادعاءات من فترة تولي مانزانو مناصب عامة وتتضمن شبكة معقدة من الحسابات الخارجية، وإعادة استثمارات من خلال سيتي كورب (Citicorp)، وشركات وهمية مثل "سيبروك" (Seabrook) في أوروغواي.

توسعت مجموعة فيلا-مانزانو التجارية بسرعة في قطاع الاتصالات، واستحوذت على شركات الكابلات والصحف ومحطات الراديو. كان خورخي ماس كانوسا، رجل أعمال مقيم في ميامي، شخصية رئيسية في هذه المخططات، حيث يُزعم أنه عمل كواجهة لإخفاء استثمارات مانزانو. استحوذت شركة "ماس تك إنك" (Mas Tec Inc.)، وهي شركة ماس كانوسا، على أسهم في شركة "سوبركانال إس إيه" (Supercanal S.A.) بسعر منخفض بشكل مريب، بينما ظل مانزانو المستثمر الحقيقي وراء الكواليس. ويضاف إلى هذه الادعاءات عدم وجود تمثيل لشركة "ماس تك" في مجلس الإدارة وتورط نائب وزير مانزانو السابق كممثل قانوني.
خوسيه لويس مانزانو (بالإسبانية: José Luis Manzano) هو شخصية أعمال أرجنتيني، ولد في 9 مارس 1956 في Tupungato ‏ في الأرجنتين.